# ソベール

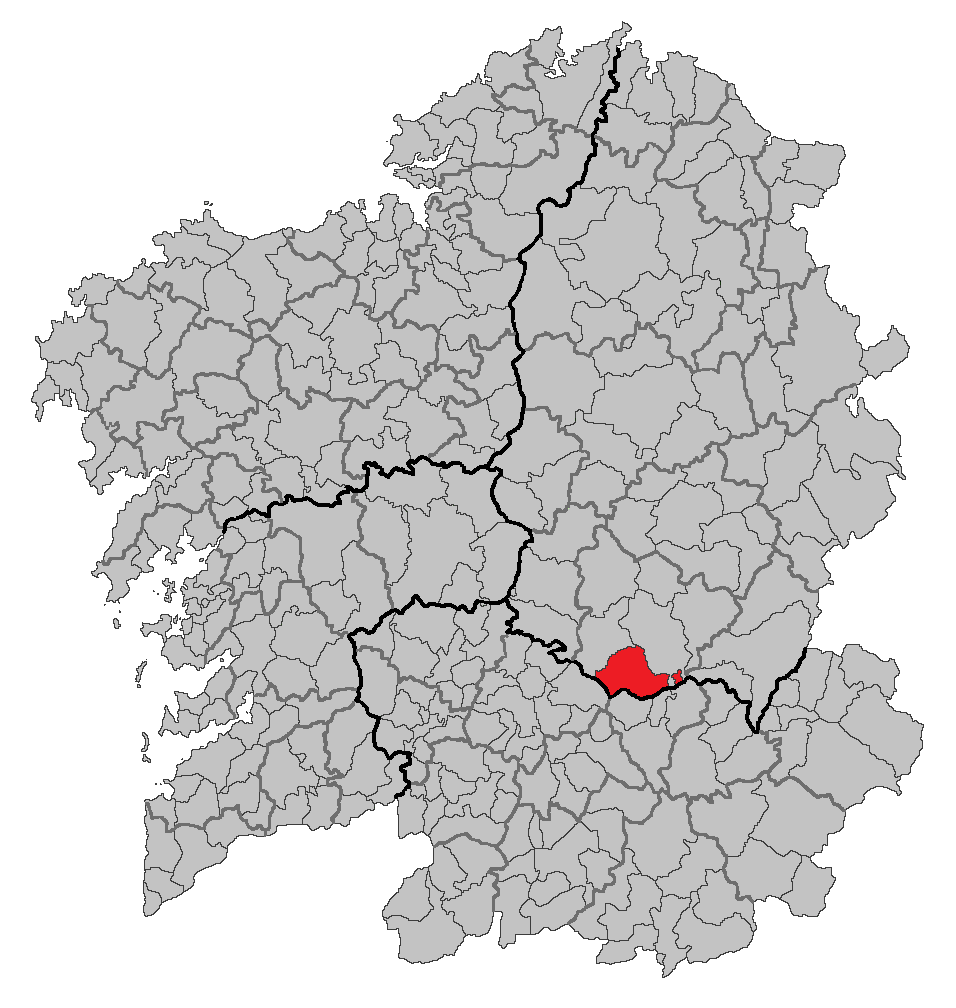

ソベール（Sober）は、スペイン、ガリシア州、ルーゴ県の自治体、コマルカ・ダ・テーラ・デ・レモスとリベイラ・サクラ地区に属する。ガリシア統計局によると、2010年の人口は2,599人（2009年の人口は2,681人、2004年：2,988人）。住民呼称はsoberino/-a。
ガリシア語話者の自治体住民に占める割合は98.72％（2001年）。

## 地理
ソベールはルーゴ県の南部に位置し、コマルカ・ダ・テーラ・デ・レモスに属する。隣接する自治体は、北は東側がモンフォルテ・デ・レモスと西側がパントン、南がシル川をはさんで、東からオウレンセ県のア・テイシェイラ、パラーダ・デ・シル、ノゲイラ・デ・ラムインである。
ソベールはモンフォルテ・デ・レモス司法管轄区に属す。

### 人口
| ソベールの人口推移 1900－2010                           |
|                                                         |
| 出典:INE（スペイン国立統計局）1900年 - 1991年、1996年 - |

## 経済
ソベールの面積の37％は耕作地で、穀物、ジャガイモそして、この地区にとって最も重要なブドウ栽培がおこなわれている。58％はマツ、オーク（carballo）などの森林となっている。
人口の15％は工業に従事しており、その多くは零細で、家族経営によるワイン製造に従事している。また、カナバル教区では建築資材の生産が、また、グンディボス教区は陶器製造が行われている。他には靴下などの繊維産業がある。

### ビーニョ・デ・アマンディ
ソベールはワインの原産地呼称D.O.リベイラ・サクラ地域にあり、その下位区分であるアマンディもよく知られている。およそ300もの生産者、29のワイン製造所がある。

## 政治
自治体首長はガリシア国民党（PPdeG）のルイス・フェルナンデス・ギティアン（Luis Fernández Guitián）、自治体評議員はガリシア国民党：8、ガリシア民族主義ブロック（BNG）：2、ガリシア社会党（PSdeG-PSOE）：1となっている（2011年5月22日の自治体選挙結果、得票順）。
| 1999年6月13日自治体選挙 |        |        |          |
| 政党                    | 得票数 | 得票率 | 獲得議席 |
| PPdeG                   | 1,370  | 57.06% | 7        |
| PSdeG-PSOE              | 712    | 29.65% | 3        |
| BNG                     | 309    | 12.87% | 1        |

| 2003年5月25日自治体選挙 |        |        |          |
| 政党                    | 得票数 | 得票率 | 獲得議席 |
| PPdeG                   | 1,655  | 66.44% | 8        |
| PSdeG-PSOE              | 373    | 14.97% | 2        |
| IG                      | 298    | 11.96% | 1        |
| BNG                     | 156    | 6.26%  | 0        |

| 2007年5月27日自治体選挙 |        |        |          |
| 政党                    | 得票数 | 得票率 | 獲得議席 |
| PPdeG                   | 1,562  | 70.49% | 8        |
| BNG                     | 404    | 18.23% | 2        |
| PSdeG-PSOE              | 234    | 10.56% | 1        |

| 2011年5月22日自治体選挙 |        |        |          |
| 政党                    | 得票数 | 得票率 | 獲得議席 |
| PPdeG                   | 1,124  | 59.50% | 7        |
| PSdeG-PSOE              | 404    | 21.39% | 2        |
| BNG                     | 345    | 18.26% | 2        |

## 教区
ソベールは22の教区に分けられる。
- アマンディ（サンタ・マリーア）
- アンジョ（サント・エステーボ）
- アローショ（サン・マルティーニョ）
- バランテス（サン・ショアン）
- ボルメンテ（サンタ・マリーア）
- ブロスモス（サンタ・クルス）
- ブルソ（サン・ペドロ）
- カナバル（サン・ペドロ）
- ドアーデ（サン・マルティーニョ）
- フィゲロア（サン・サルバドール）
- グンディボス（サンティアゴ）
- リニャラン（サン・マルティーニ）
- ロビオス（サン・シジャーオ）
- ミジャン（サン・ニコラーオ）
- ネイラス（サン・サルバドール）
- ピノル（サン・ビセンテ）
- プロエンドス（サンタ・マリーア）
- レフォーショ（サント・エステーボ）
- ロセンデ（サン・ミゲル）
- サン・マルティーニョ・デ・アンジョ（サン・マルティーニョ）
- サンティオルショ（サン・シュルショ）
- ビラエスクーラ（サンタ・マリーア）